# Yezdegard I
Yezdegard I (¿-421), llamado Istijerdes I en las fuentes clásicas, rey del Imperio sasánida. Su reinado duró desde el 399 hasta el 421. 

## Contexto histórico
Yezdegard I (apodado "El Pecador") era hijo de Sapor III (rey en los años 383-388) y sobrino de Bahram IV a quien sucedió. (Bahram IV había reinado tras el asesinato de su hermano mayor y padre de Yezdegard I, Sapor III). Su esposa (de etnia judía o hebrea pero de religión zoroastriana), Shushandukht/Susanducta, le dio dos hijos, Bahram V, su futuro sucesor, y Bahram II de Armenia. Yazdgerd I fue un gobernante muy inteligente, quien trató de emanciparse del dominio que sobre la monarquía ejercían los magnates y magos sacerdotes zoroastrianos. Yezdegard I (en persa Izdigerdes, "hecho por Dios") vivió en paz con el Imperio bizantino, razón por la cual los romanos orientales lo apreciaron, tanto como lo persas lo detestaron. Yezdegard I fue nombrado por el emperador Arcadio tutor y protector de su heredero, el todavía niño Teodosio II.

## Reinado
Concedió a los cristianos su propia organización. Bajo su reinado, éstos incrementaron su influencia en Persia y formaron una iglesia semioficial. Algunas ciudades como Nísibis se convirtieron completamente al cristianismo bajo la influencia del obispo Marutas. Pero cuando un ya viejo Marutas fue sucedido por Abdas de Susa, éste inició un conflicto con los zoroastrianos que acabó con la quema de un templo de Zoroastro, lo que arruinó el crédito que los cristianos tenían con Yezdegard. Abdas se negó a reconstruir el templo, lo que provocó la cólera del rey, que veía peligrar su autoridad. Yezdegard decidió entonces destruir todas las iglesias de Persia, lo que desembocó en persecuciones durante los últimos cuatro años de su reinado.
Parece que murió asesinado en Jorasán a manos de nobles persas. Fue Brevemente sucedido por su hijo Sapor IV (420) y Cosroes (hijo de Bahram IV) (420), para finalmente ser sucedido por su otro hijo Bahram V (420-438).

## Bibliografñia
- Rawlinson, George. (1882). El séptimo Gran Oriental Monarquía . Dodd, Mead y Company
- Rawlinson, George. (1885). Las siete grandes monarquías del Mundo Oriental, Vol 7 . JB Alden
- Shapur Shahbazi, A. (2005). "Sasanian DYNASTY" . Enciclopedia Iranica, edición en línea . Consultado el 4 de enero de 2014 .
- Shapur Shahbazi, A. (2003). "Yazdegerd I". Enciclopedia Iranica .